# Квінт Кассій Лонгін
Кві́нт Ка́ссій Лонгі́н (лат. Quintus Cassius Longinus; ? — 164 до н. е.) — політичний, державний і військовий діяч Римської республіки.

## Життєпис
Походив з роду нобілів Кассіїв. Син Луція Кассія Лонгіна. 
У 167 році до н. е. став міським претором. Під час своєї каденції очолював процес приношення дарів богам на честь перемоги над македонським царем Персеєм. Після цього припровадив полоненого царя Персея із дітьми до міста Альба, де той став перебувати під вартою. Крім того, Лонгін передав захоплені іллірійські судна мешканцям острова Коркіри, міст Аполлонії та Діррахія.
У 164 році до н. е. його було обрано консулом разом з Авлом Манлієм Торкватом. Утім на цій посаді не встиг зробити чогось суттєвого, тому що невдовзі помер.

## Родина
Діти:
- Луцій Кассій Лонгін Равілла, консул 127 року до н. е.